# Mon Isménie
Mon Isménie est une comédie-vaudeville en un acte mêlée de couplets d'Eugène Labiche, représentée pour la première fois à Paris au Théâtre du Palais-Royal le 17 décembre 1852 et publiée à postériori chez Michel Lévy frères. Cette comédie fait partie de la nombreuse liste des œuvres que Labiche écrira à quatre mains, en collaboration avec Marc-Michel.

## Argument
Pour la huitième fois depuis le début de l'année, un prétendu nommé Dardenboeuf se présente chez la famille Vancouver pour tenter d'épouser la jeune Isménie, fille d'un père très possessif et trop attentionné aux petits soins de son "héliotrope"...

## Répliques
- Vancouver tente de prendre le prétendu de sa fille en défaut, mais celui-ci parvient toujours à trouver quoi répondre. La pièce est ponctuée par cette réplique de Vancouver adressée au public à chaque échec : « Il est malin, mais je le repincerai ! »

## Distribution
| Acteurs et actrices ayant créé les rôles |                   |
| Personnage                               | Acteur ou actrice |
| Vancouver                                | Sainville         |
| De Dardenboeuf, prétendu d'Isménie       | Grassot           |
| Galathée, sœur de Vancouver              | Mme Thierret      |
| Isménie, fille de Vancouver, 24 ans      | Mme Armande       |
| Chiquette, bonne                         | Mlle Azimont      |